# Park Czyżyny
Park Czyżyny – park miejski w Krakowie, znajdujący się w Dzielnicy XIV Czyżyny pomiędzy ulicą Izydora Stella-Sawickiego (na zachodzie), osiedlem Nowe Czyżyny (na północnym wschodzie) i terenem dawnego hangaru lotniska Kraków-Rakowice-Czyżyny (na południu). Powierzchnia parku wynosi 2,94 ha.

## Historia
Tereny na których zrealizowano park w połowie XX wieku wchodziły w skład lotniska Kraków-Rakowice-Czyżyny. Prowadziła tędy jedna z dróg kołowania dla samolotów do pobliskiego hangaru. W późniejszym czasie, po likwidacji lotniska tereny te weszły w skład zajezdni autobusowej MPK „Czyżyny”.
Potrzeby realizacji nowego założenia parkowego w tej okolicy zaczynały się zaznaczać wraz z budową nowych osiedli mieszkaniowych, w szczególności osiedla Nowe Czyżyny w drugiej dekadzie XXI wieku. W 2016 roku koncepcja budowy parku na terenach dawnej zajezdni autobusowej zgłoszona została do Budżetu Obywatelskiego Krakowa i następnie w głosowaniu uzyskała wystarczającą ilość głosów, aby można było podjąć realizację. Niemniej jednak w ciągu następnych trzech lat nie udało się rozpocząć prac budowlanych, głównie z powodu sporu ze spadkobiercami właścicieli działek, na których ów park miał zostać utworzony. W 2019 roku spór sądowy trwał nadal, niemniej Zarząd Zieleni Miejskiej po konsultacjach prawnych uznał, iż park można budować. Plac budowy został przekazany wykonawcy 22 maja 2019 roku. Generalnym wykonawcą inwestycji była spółka Krisbud Sp. z o.o. Budowa trwała kilkanaście miesięcy. W jej trakcie prawie całkowicie usunięto nawierzchnię utwardzoną: asfalt i beton, która pokrywała niemal cały obszar późniejszego parku - 20 000 m². Były to pozostałości po fragmencie dawnej drogi kołowania dla samolotów i zajezdni autobusowej. Większość tego obszaru została zmieniona w powierzchnię biologicznie czynną. Całkowity koszt inwestycji wyniósł 10,9 mln złotych. Oficjalnie prace budowlane zakończyły się 15 sierpnia 2020 roku, kiedy to park został otwarty, podczas specjalnie zorganizowanego pikniku z obszerną ofertą warsztatowo-edukacyjną. Autorem projektu Parku Czyżyny jest spółka Jakabe Projekty Sp. z o.o.

## Infrastruktura i roślinność
Zasadniczym elementem założenia parkowego jest oferta rekreacyjna, którą stanowi infrastruktura z przeznaczeniem dla różnych grup wiekowych. W parku zlokalizowano dwa place zabaw: jeden tradycyjny, przeznaczony dla młodszych dzieci oraz drugi, tzw. „wall-holl” – pierwszy w Krakowie, pionowy plac zabaw przeznaczony dla starszych dzieci w formie dwuwarstwowej ściany z rozmieszczonymi wewnątrz kilkoma pomostami do zabaw, zjeżdżalnią i ścianką wspinaczkową. Zbudowano tu również boisko do gry w koszykówkę, bulodrom, siłownię zewnętrzną oraz parkour. W całym parku ustawiono kilkadziesiąt ławek, kilka leżaków, urządzono trzy miejsca piknikowe.
Celem odizolowania od hałasu i spalin, pochodzących od ruchliwej ulicy Stella-Sawickiego utworzono wokół parku nasypy z 4000 ton zwiezionej ziemi, na których dokonano nasadzeń drzew i krzewów, m.in.: sosny czarne, derenie świdwa, jarzęby szwedzkie w odmianie wielopniowej, a także rozłogowe i wysokie trawy. Obsadzone w ten sposób nasypy mają spełniać funkcję ekranu akustycznego i wizualnego. Ogółem podczas budowy parku posadzono 252 duże drzewa, m.in. platany i brzozy oraz około 14 tys. różnych innych roślin, w tym bylin, ułożonych w różnych kompozycjach. Zieleń została urządzona na dwa sposoby: uporządkowany z alejami drzew i trawnikami, oraz w formie nieuporządkowanej roślinności ruderalnej, która nawiązuje do pozostałości nawierzchni utwardzonych.
W nawiązaniu do historii tego obszaru, na którym urządzony został park, nawierzchnie betonowych alejek zostały ozdobione wizerunkami samolotów i autobusów.
Przez teren parku przebiega południk 20°E. Z inicjatywy akcji „Honorowy Południk Krakowski”, w ramach budowy parku oznaczono geodezyjnym markerem przebieg południka przy użyciu gnomonów oraz niebieskich szyn z naniesionym na nawierzchni napisem „LINIA POŁUDNIKA 20°E”. Przy tym oznaczeniu ustawiono również dwie tablice informacyjne dotyczące południka 20°E, jak również samego przedsięwzięcia jego wyeksponowania. Jest to też największy, bo aż 100-metrowy marker tego południka na świecie, jeden z kilku w Krakowie.

## Galeria

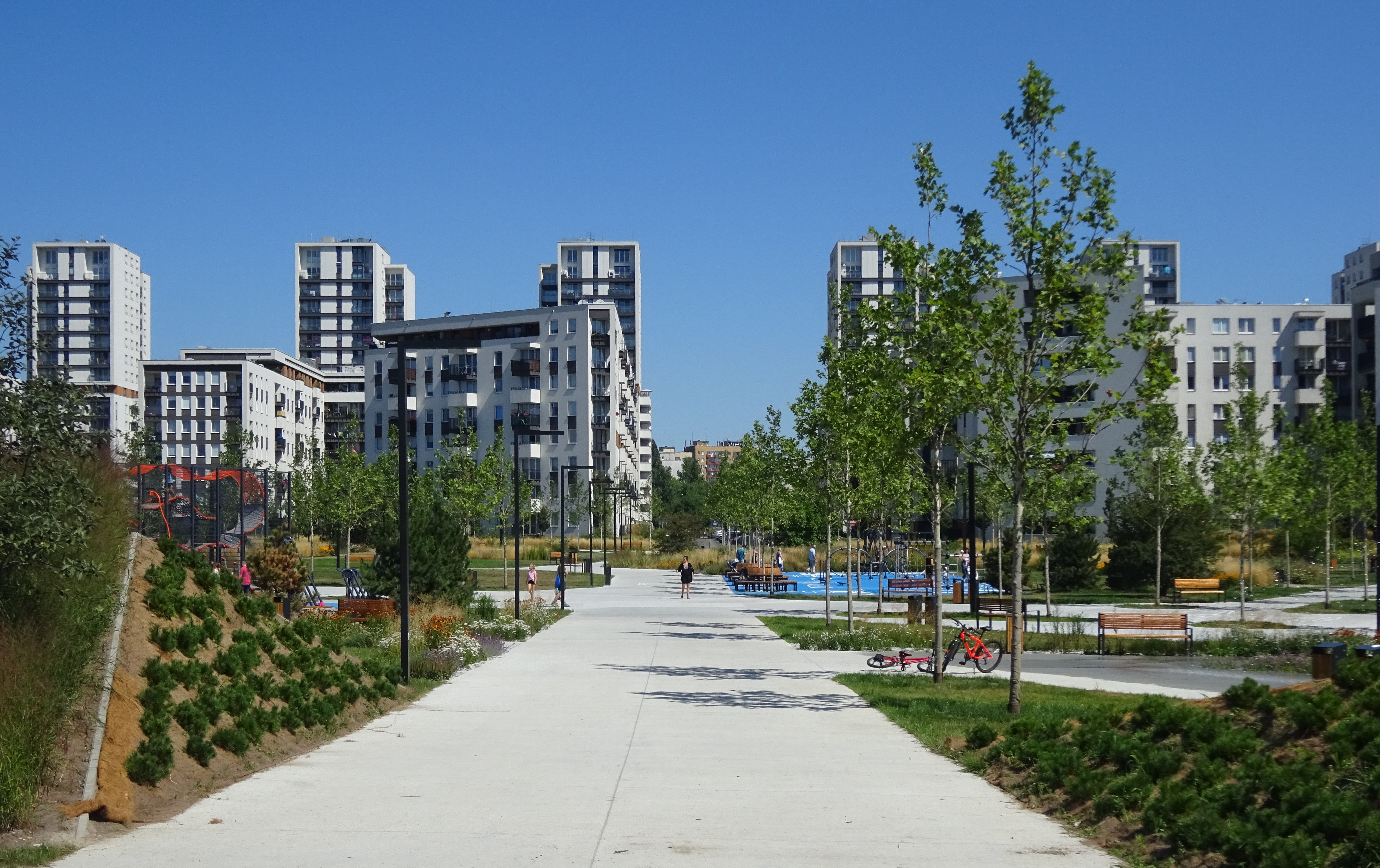
Ogólny widok parku od południa, od ulicy Stella-Sawickiego (2020)
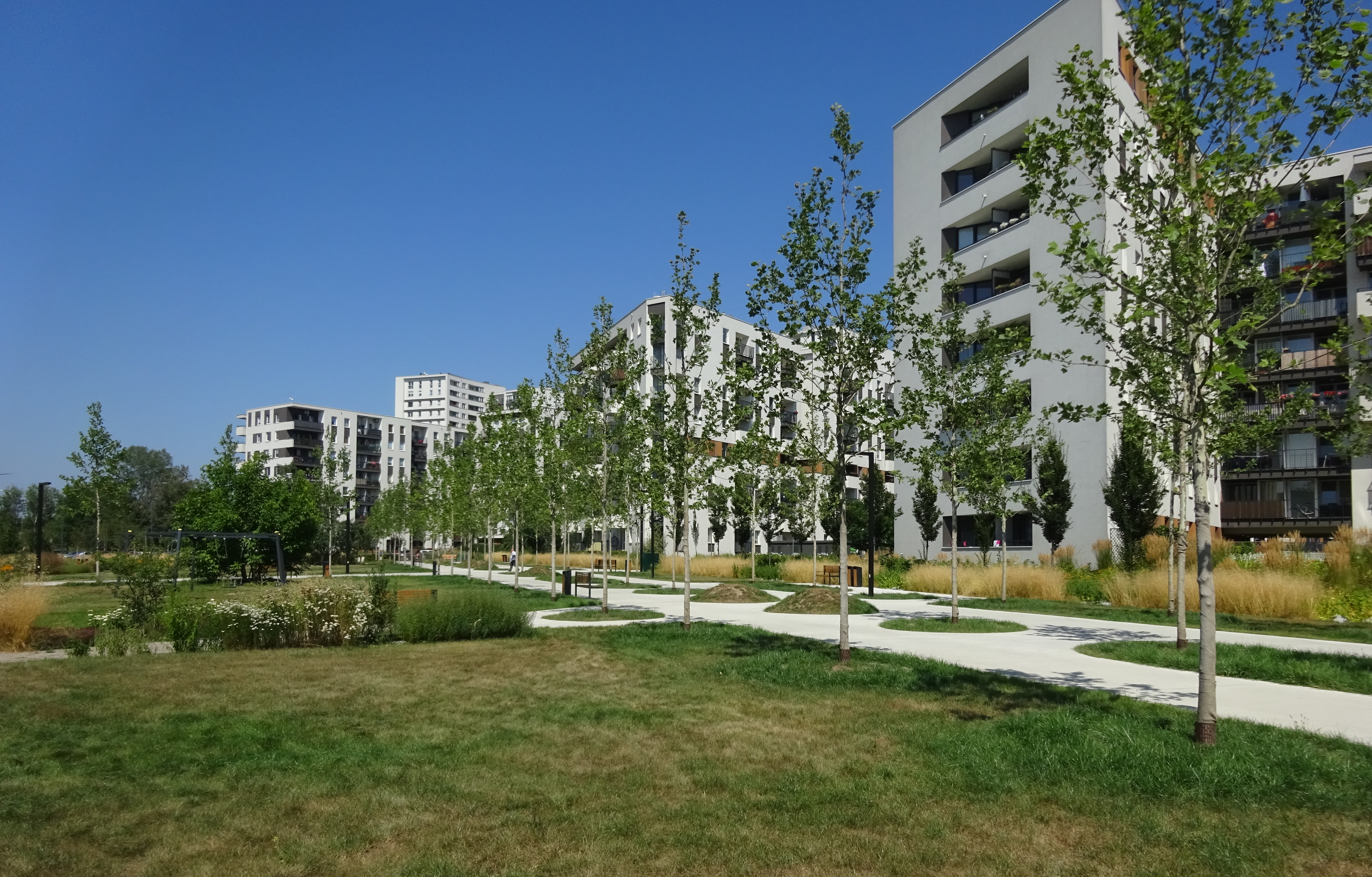
Ogólny widok (2020)
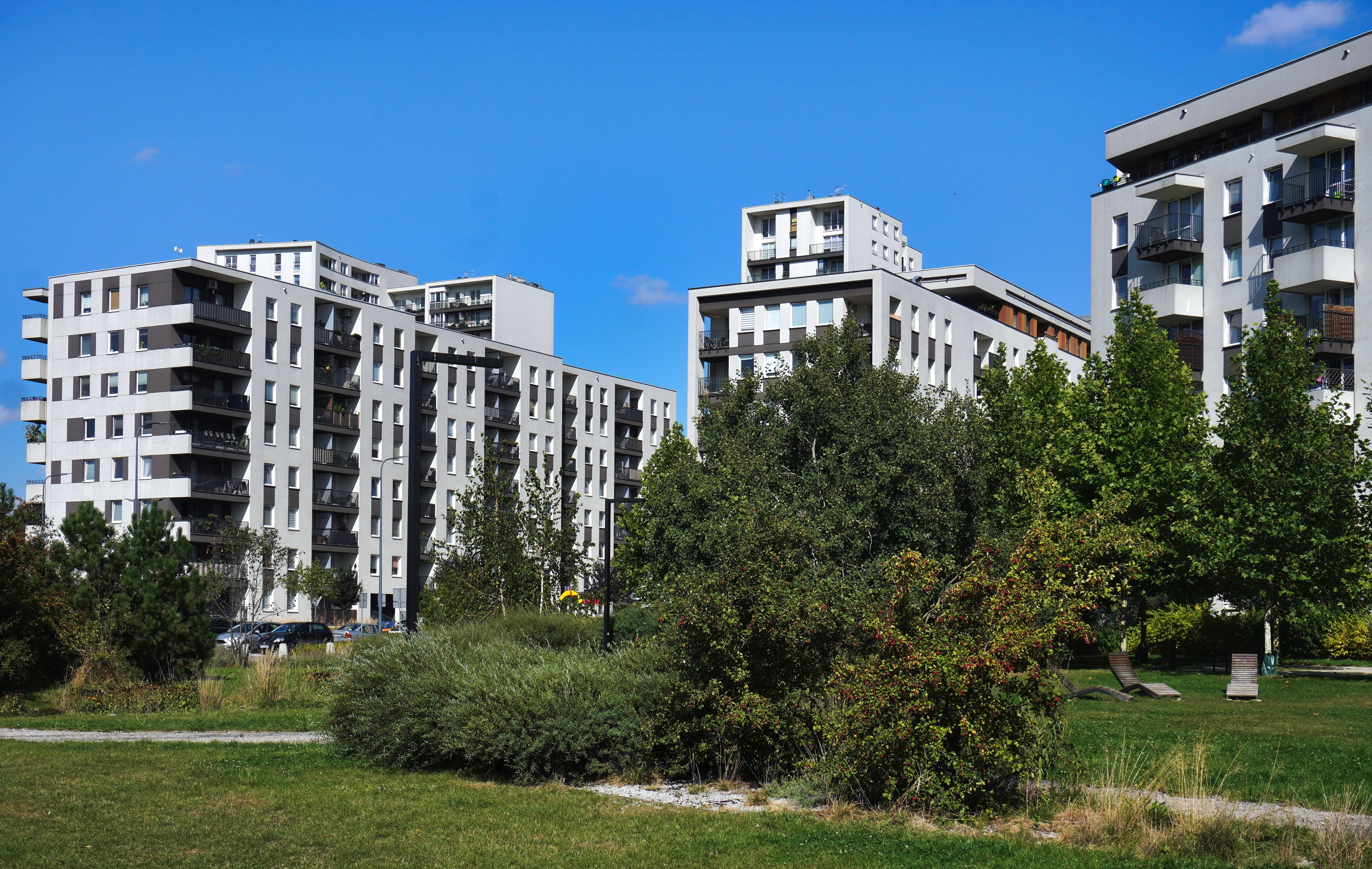
Ogólny widok (2023)
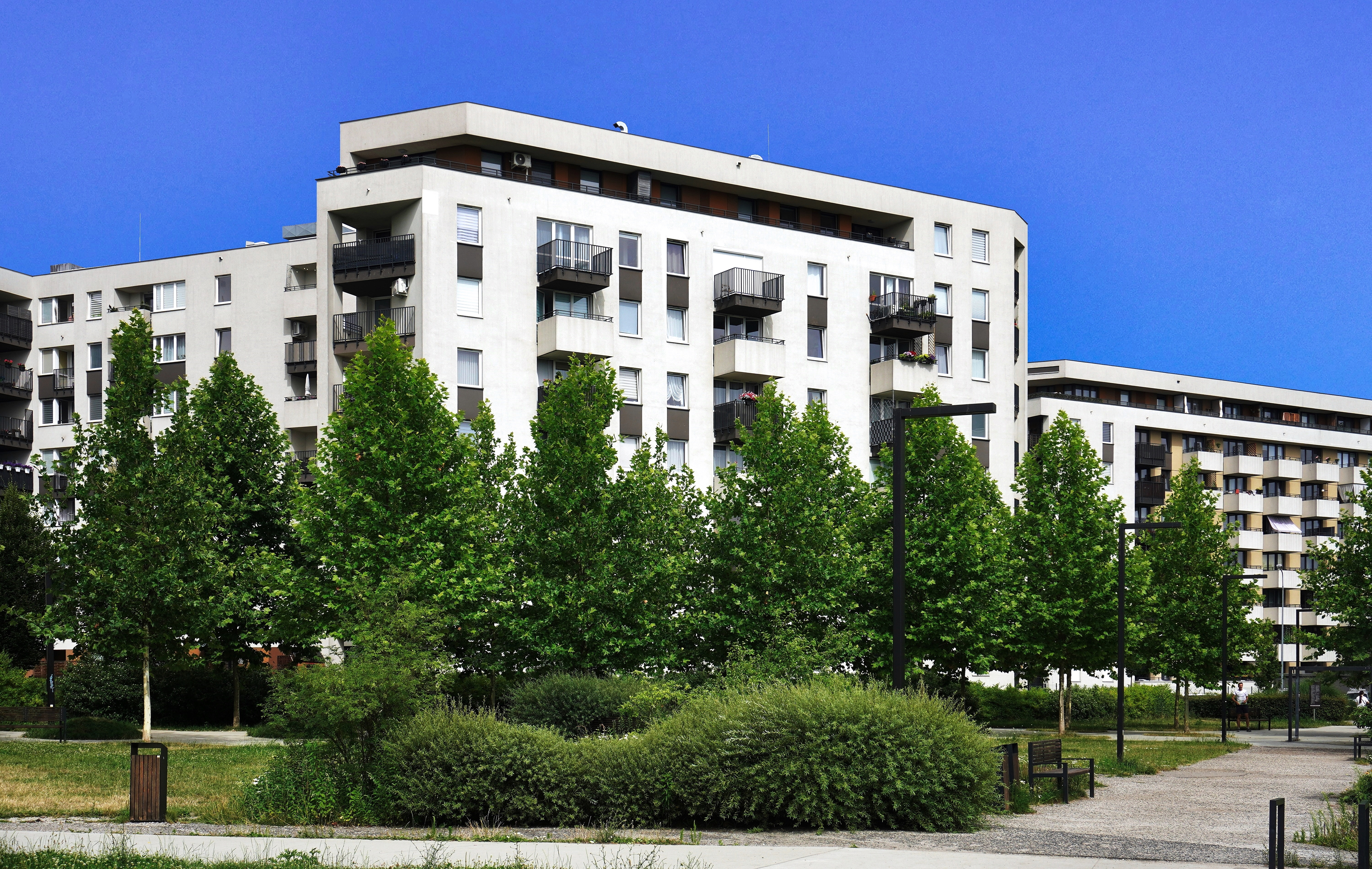
Ogólny widok (2024)
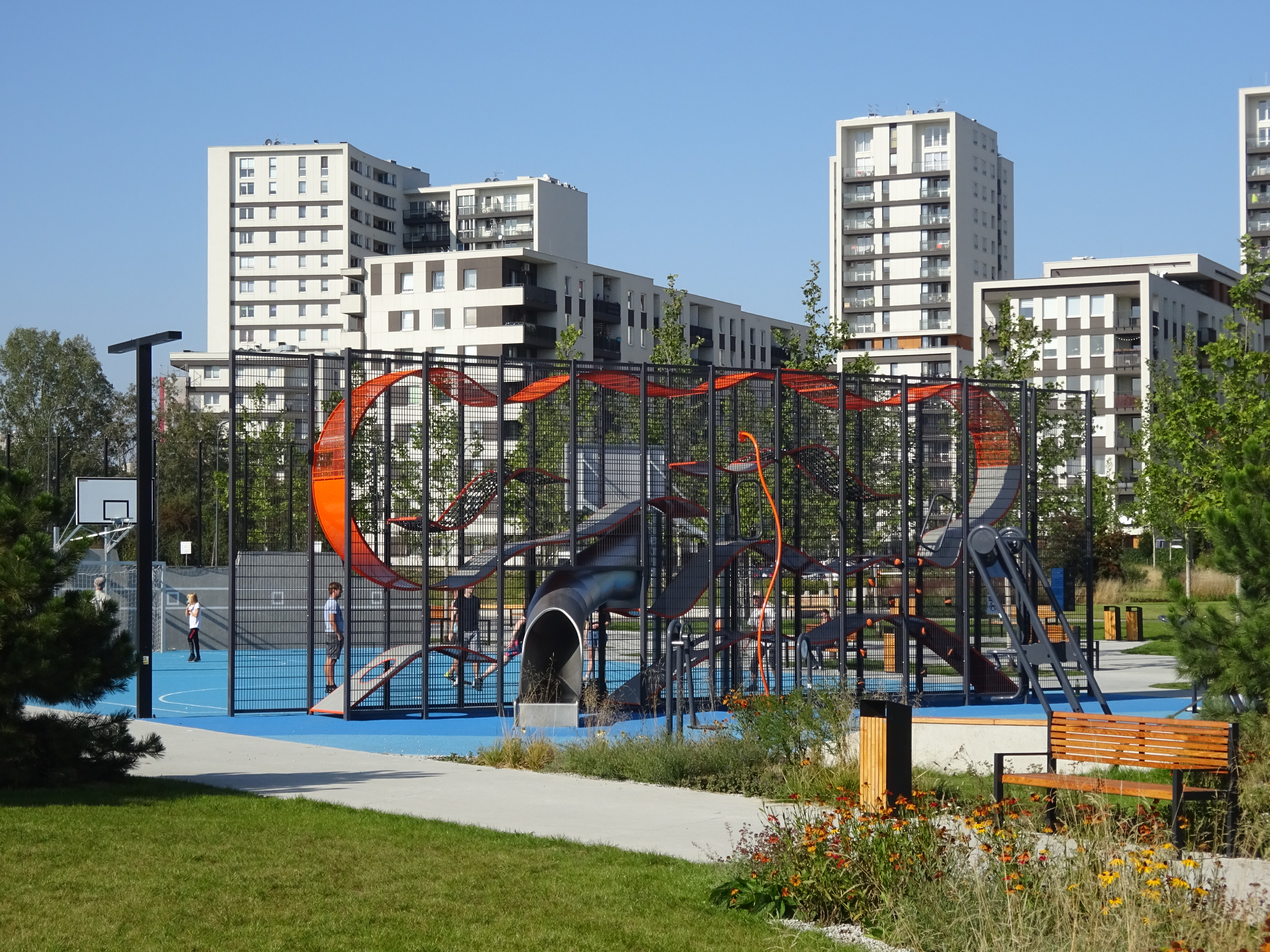
Wall-holl
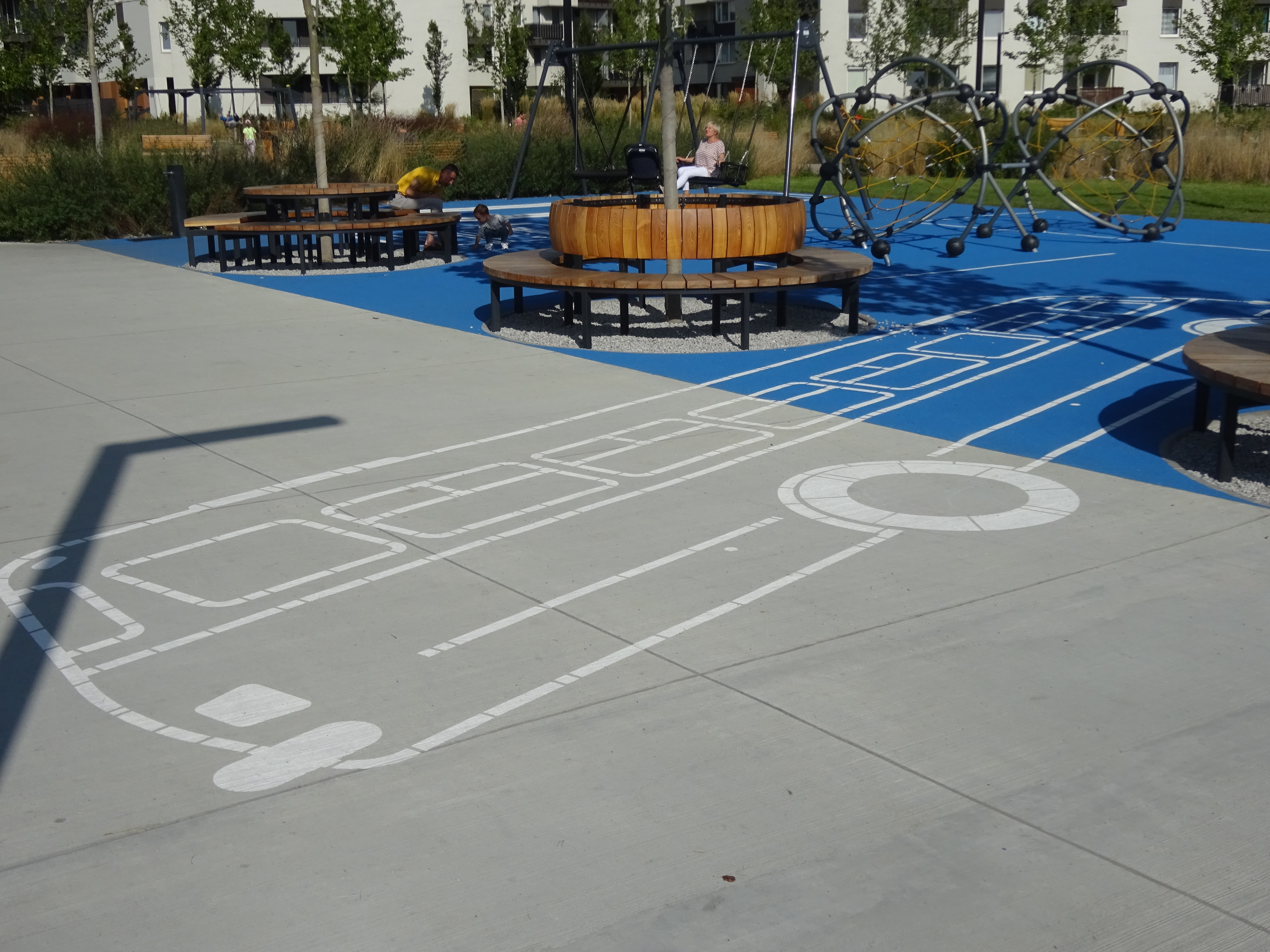
Wizerunki autobusów i samolotów w nawierzchni